# Lala Huete
Lala Huete (São Paulo, Estat de São Paulo, 1957) és una dissenyadora de vestuari espanyola, filla del cineasta i autor de còmics Manuel Huete Aguilar i germana de la productora de cinema Cristina Huete.
Considerada una de les més guardonades dissenyadores de vestuari espanyoles, el 1986 fou ajudant de vestuari a Lulú de noche i El año de las luces, i a dos episodis de la sèrie de televisió La mujer de tu vida (1994). Debutà com a dissenyadora de vestuari el 1984 a Sal gorda, i continuà a la sèrie Las chicas de hoy en día (1991) i a les pel·lícules Amo tu cama rica (1992), Sublet (1992), Belle Époque (1992), amb la que fou nominada per primer cop al Goya al millor disseny de vestuari, Los peores años de nuestra vida (1994), Two Much (1995), La buena estrella (1997) i Torrente, el brazo tonto de la ley (1998). El 1998 va guanyar per primer cop el Goya al millor disseny de vestuari per La niña de tus ojos, premi que va tornar a guanyar el 2002 amb El embrujo de Shanghai i el 2008 amb El Greco. Posteriorment seria nominada el 2009 per El baile de la Victoria, el 2012 per El artista i la modelo, el 2013 per Vivir es fácil con los ojos cerrados i el 2016 per La reina de España.
A nivell internacional el 2007 va guanyar el BAFTA al millor disseny de vestuari pel seu treball a El laberinto del fauno.

## Filmografia
- Amo tu cama rica (1992)
- Sublet (1992)
- Belle Époque (1992)
- Los peores años de nuestra vida (1994)
- Two Much (1995)
- La buena estrella (1997)
- La niña de tus ojos (1998)
- Torrente, el brazo tonto de la ley (1998)
- Torrente 2: Misión en Marbella (2001)
- El embrujo de Shanghai (2002)
- Soldados de Salamina (2003)
- El laberinto del fauno (2006)
- El Greco (2008)
- El baile de la Victoria (2009)
- El artista y la modelo (2012)
- Vivir es fácil con los ojos cerrados (2013)
- Ocho apellidos vascos (2014)
- Ocho apellidos catalanes (2015)
- La reina de España (2016)
- Lo dejo cuando quiera (2019)